# Internationales Dokumentarfilmfestival München 2020

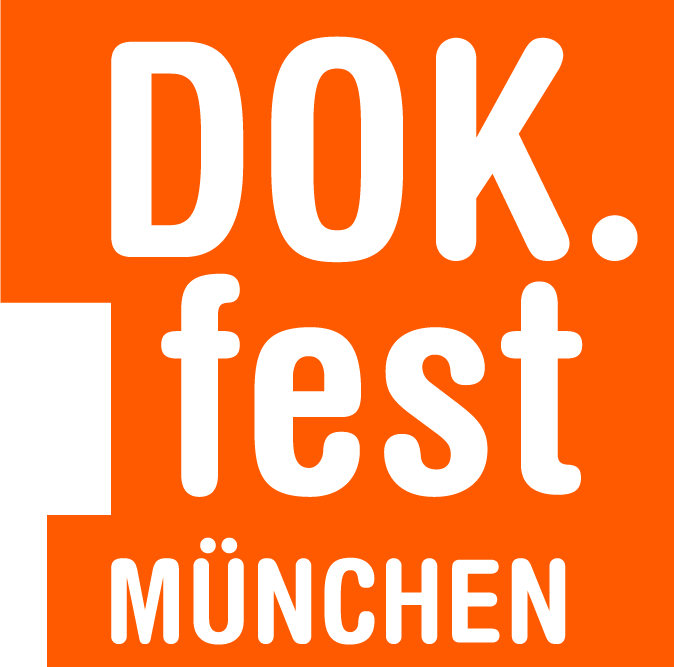

Das 35. Internationale Dokumentarfilmfestival München (auch DOK.fest) fand vom 6. bis 24. Mai 2021 online statt. Eine Präsenzveranstaltung war aufgrund der COVID-19-Pandemie nicht möglich. Es wurden 121 Dokumentarfilme aus 42 Ländern gezeigt.

## Allgemein

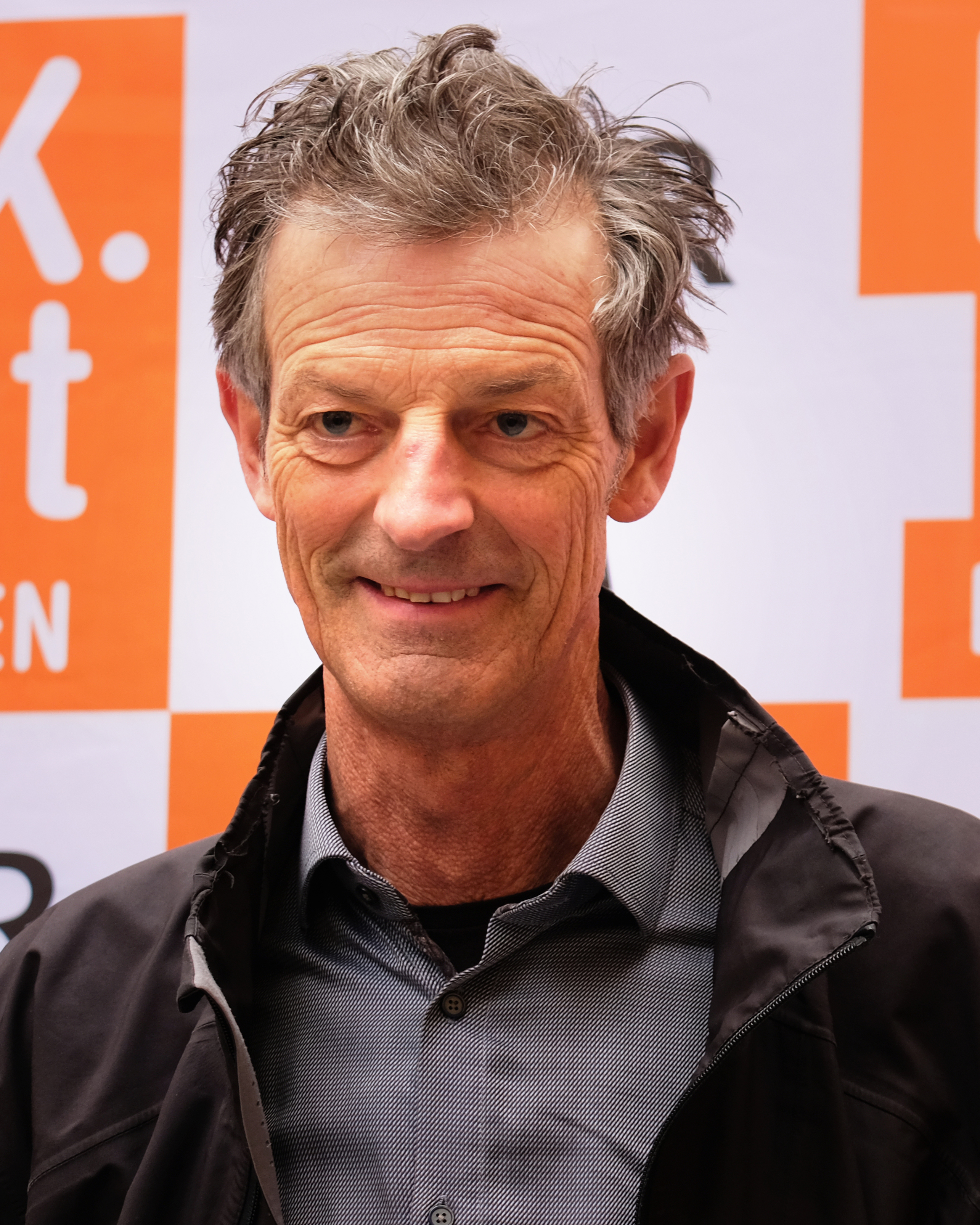
Festivalleiter Daniel Sponsel

Das DOK.fest fand aufgrund der COVID-19-Pandemie in Deutschland und dem damit verbundenen Lockdown als ausschließliche Online-Edition (DOK.fest @home) statt. Dennoch gab es 90 Welt- und Deutschlandpremieren. Die Filme sahen 75.000 Zuschauer und an den Workshops des Branchenevents DOK.forum nahmen 700 Filmemacher teil. Laut Festivaldirektor Daniel Sponsel sei die Ausgabe trotz der Umstände sehr positiv aufgenommen worden. Das Kinder- und Jugendprogramm DOK.education wurde 3000 Mal abgerufen und das Online-Lehrmaterial 300 Mal angefragt.

## VIKTOR DOK.international Main Competition
Der Hauptpreis des DOK.fest ist mit 10.000 Euro dotiert und wird vom Bayerischen Rundfunk und Story House Productions gestiftet. In der Jury saßen Denise Bucher (Präsidentin des Schweizerischen FilmkritikerInnenverbands), Ines Kalzik-Kratzmüller (Schauspielerin und Co-Theaterleiterin), Sudeep Sharma (Programmgestalter, Sundance Filmfestival).
- Acasa, My Home, Regie: Radu Ciorniciuc
  - Babenco: Tell Me When I Die, Regie: Bárbara Paz
  - Hong Kong Moments, Regie: Zhou Bing
  - Le chant d’empédocle, Regie: Sylvain L’Espérance, Marie-Claude Loiselle
  - Punks, Regie: Maasja Ooms
  - Qiang’s Journey, Regie: Tunzi Gao
  - Songs of Repression, Regie: Estephan Wagner Marianne Hougen-Moraga
  - Sunless Shadows, Regie: Mehrdad Oskouei
  - The Disrupted, Regie: Sarah Colt, Josh Gleason
  - The Euphoria of Being, Regie: Réka Szabó
  - The Self Portrait, Regie: Margreth Olin, Katja Hogset, Espen Wallin[9]
  - The Unseen, Regie: Behzad Nalbandi
  - Une femme, ma mère, Regie: Claude Demers
  - Vivos, Regie: Ai Weiwei

## DOK.deutsch Wettbewerb
Der Wettbewerb zeigt ausschließlich Filme mit Bezug zum deutschsprachigen Raum und ist mit 5.000 Euro dotiert. In der Jury saßen Helle Hansen (Filmbeauftragte, Norwegisches Filminstitut), Kati Juurus (Künstlerische Leiterin des Dokumentarfilmfestivals DocPoint Helsinki), Mads Mikkelsen (Programmierer und Leiter des Auswahlkomitees, CPH:DOX).
- Weiyena – Ein Heimatfilm, Regie: Weina Zhao, Judith Benedikt
  - Die Heimreise, Regie: Tim Boehme
  - Displaced, Regie: Sharon Ryba-Kahn
  - Endlich Tacheles, Regie: Jana Matthes, Andrea Schramm
  - Farewell Paradise, Regie: Sonja Wyss
  - Paris – Kein Tag ohne dich, Regie: Ulrike Schaz
  - Passion – Zwischen Revolte und Resignation, Regie: Christian Labhart
  - Uta, Regie: Mario Schneider
  - Vater mein Bruder, Regie: Ingo Baltes
  - Was tun, Regie: Michael Kranz[10]

## VIKTOR DOK.horizonte
In diesem Wettbewerb wurden Filme aus Ländern mit instabilen Strukturen gezeigt. In der Jury saßen Petra Seliškar (Künstlerische Leitung bei Makedox, Regisseurin und Produzentin), Eroll Bilibani (Leiter des DokuLab, DokuFest Prizen), Marc-André Schmachtel (Leiter Bereich 34/Film, Fernsehen, Hörfunk, Goethe-Institut).
- They Call Me Babu, Regie: Sandra Beerends
  - A Tunnel, Regie: Nino Orjonikidze, Vano Arsenishvili
  - Chaddr – Unter uns der Fluss, Regie: Minsu Park
  - Copper Notes of A Dream, Regie: Reza Farahmand
  - Days of Cannibalims, Regie: Teboho Edkins
  - Ibrahim: A Fate to Define, Regie: Lina Al Abed
  - Overseas, Regie: Sung-a Yoon
  - Silence Radio, Regie: Juliana Fanjul
  - Suspensión, Regie: Simón Uribe
  - The Letter, Regie: Maia Lekow, Christopher King

## Megaherz Student Award
Der Preis wird von einer studentischen Jury vergeben und die Preissumme von 3.000 vom Produktionsunternehmen megaherz gestiftet.
- Regeln am Band, bei hoher Geschwindigkeit, Regie: Yulia Lokshina
  - Autobahn, Regie: Daniel Abma
  - Automotive, Regie: Jonas Heldt
  - Fortschritt im Tal der Ahnungslosen, Regie: Florian Kunert
  - Halb Traum, Regie: Dandan Lui, Mayc Eccher
  - Il Passo dell’aqua, Regie: Antonio Di Biase
  - No Promised Land, Regie: Raphael Bondy
  - Sommerkrieg, Regie: Moritz Schulz
  - Until We Return, Regie: Martin Telser

## Weitere Preise
- FFF-Förderpreis Dokumentarfilm: Chadar – Unter uns der Fluss, Regie: Minsu Park
- Deutscher Dokumentarfilm-Musikpreis: Die letzten Österreicher, Musik: Klemens Bittmann, Christian Bakanic, Christofer Frank
- Preis der SOS-Kinderdörfer weltweit: Copper Nots of A Dream, Regie: Reza Farahmand
- VFF Dokumentarfilm-Produktionspreis: Jenseits des Sichtbaren – Hilma af Klint, Produktion: Eva Illmer, Halina Dyrschka
- DOK.digital: Social Score, Regie: Vinzenz Aubry, Sebastian Strobel, Ralph Tharayil, Fabian Burghardt
- Publikumspreis: The Euphoria of Being, Regie: Réka Szabó[7][8]

## DOK.focus lasting memories
- Displace, Regie: Sharon Ryba-Kahn
- It Takes A Family, Regie: Susanne Kovács
- Das Wannsee-Haus, Regie: Poli Martínez Kaplun
- Der Geist von Spandau, Regie: Idriss Gabel, Marie Calvas
- Winterreise, Regie: Anders Østergaard, Erzsebet Racz

## DOK.panorama
- Unfit. The Psychology of Donald Trump, Regie: Dan Partland
- A New Beginning, Regie: Ala’A Mohsen
- After Munich, Regie: Francine Zuckerman
- Corona-Chroniken, Regie: Elke Sasse
- Forest Code, Regie: Charles-Émile Lafrance
- I, Pastafari: A Flying Spaghetti Monster Story, Regie: Michael Arthur
- Il pianeta in mare, Regie: Andrea Segre
- Jenseits de Sichtbaren – Hilma af Klint, Regie: Halina Dryschka
- King of the Cruise, Regie: Sophie Dros
- La fin de terres, Regie: Loïc Darses
- La langue est donc une histoire d’armor, Regie: Andres Livov
- Lene und die Geister des Waldes, Regie: Dieter Schumann
- Lessons of Love, Regie: Małgorzata Goliszewska, Kasia Mateja
- Long Live Love, Regie: Sine Skibsholt
- Mating, Regie: Lina Maria Mannheimer
- Nachspiel, Regie: Christoph Hübner, Gabriele Voss
- Queen Lear, Regie: Pelin Esmer
- Run Like A Girl, Regie: Katrine W. Kjær
- Schlingensief – In das Schweigen hineinschreien, Regie: Bettina Böhler
- Solo, Regie: Artemio Benki
- Speak So I Can See You, Regie: Marija Stojnić
- The Sea Between Us, Regie: Marlene Edoyan
- The Second Life, Regie: Davide Gambino
- The Whale from Lorino, Regie: Maciej Cuske
- This Train I Ride, Regie: Arno Bitschy
- Toni Morrison: The Pieces I Am, Regie: Timothy Greenfield-Sanders
- Traverser, Regie: Joël Richmond Mathieu Akafou
- Unskinned, Regie: Inês Gil
- Workhorse, Regie: Cliff Caines

## Best of Fests
- 143 rue du désert, Regie: Hassan Ferhani
- Aether, Regie: Rûken Tekeş
- Der Bär in mir, Regie: Roman Droux
- The Earth Is Blue As An Orange, Regie: Iryna Tsilyk
- Fat Front, Regie: Louise Detlefsen, Louise Unmack Kjeldsen
- Fritschs Pfusch, Regie: Lisa Wagner
- Hope Frozen, Regie: Pailin Wedel
- I Love You I Miss You I Hope I See You Before I Die, Regie: Eva Marie Rødbro
- Kosher Beach, Regie: Karin Kainer
- Love Child, Regie: Eva Mulvad
- Maiden, Regie: Alex Holmes
- Midnight Family, Regie: Luke Lorentzen
- Scheme Birds, Regie: Ellen Fiske, Ellinor Halin
- Nîpawistamâsowin: We Will Stand Up, Regie: Tasha Hubbard
- Sidik And the Panther, Regie: Reber Dosky
- Space Dogs, Regie: Levin Peter, Elsa Kremser
- The Valley, Regie: Nuno Escudeiro
- Unsterblich, Regie: Ksenia Okhapkina

## DOK.music
- Dreiviertelblut – Live im Circus Krone, Regie: Marcus H. Rosenmüller, Johannes Kaltenhauser
- Hilary Hahn – Evolution of An Artist, Regie: Benedict Mirow[11]
- Los Últimos Frikis, Regie: Nicholas Brennan
- Once Were Brothers: Robbie Robertson And the Band, Regie: Daniel Roher
- Tonsüchtig – Die Wiener Symphoniker von innen, Regie: Iva Švarcová, Malte Ludin
- We Intended to Cause Havoc, Regie: Gio Arlotta

## Münchner Premieren
- Dreiviertelblut – Live im Circus Krone, Regie: Marcus H. Rosenmüller, Johannes Kaltenhauser
- Eine Frage der Haltung, Regie: Felix Remter, Miriam Remter
- Hilary Hahn – Evolution of An Artist, Regie: Benedict Mirow
- If You Don’t Know, Regie: Julian Monatzeder
- Lost in Face, Regie: Valentin Riedl
- Mein Opa, Karin und ich, Regie: Moritz Springer
- Swinger – Die wunderbare Welt des Partnertauschs, Regie: Stefan Zimmermann
- Walchensee Forever, Regie: Janna Ji Wonders

## DOK.special 40 Jahre AG DOK
- Der subjektive Faktor, Regie: Helke Sander (1981)
- Letztes Jahr Titanic, Regie: Andreas Voigt (1991)
- Losers And Winners, Regie: Ulrike Franke, Michael Loeken (2006)
- Democracy – Im Rausch der Daten, Regie: David Bernet (2015)

## Weitere Filme
- Eine Klinik im Untergrund – The Cave, Regie: Feras Fayyad
- The Invisible Line – Die Geschichte der Welle, Regie: Emanuel Rosenstein
- Virginia, Regie: Sascha Köllnreitner

## DOK.education
In dieser Sektion werden Filme für Kinder und Jugendliche gezeigt:
- 1. Preis (400 Euro): Ben – Vom Leben erzählen von Schülern des Armin-Knab-Gymnasiums Kitzingen[12]
- 2. Preis (300 Euro): Die alte Gärtnerei von Stephanie Schaible, Städtische Anita-Augspurg Berufs-Oberschule München
- 3. Preis (200 Euro): Hummelsteiner Weg von Schülern der Mittelschule Hummelsteiner Weg
- Förderpreis Dokumentarfilm: Singvöel von Quentin Kupfer
- Preis für 6- bis 11-Jährige: Unser Leben im Moment